# Volker Franzen
Volker Georg Franzen (* 8. Februar 1924; † ?) war ein deutscher Chemiker und Hochschullehrer. Er forschte vorwiegend auf dem Gebiet der organischen Chemie.

## Leben

### Ausbildung
Franzen absolvierte ein Studium am Chemischen Staatsinstitut in Hamburg und wurde dort 1952 mit der Dissertation Synthesen und Reaktionen von Acetylenen zum Dr. rer. nat. promoviert. Sein Doktorvater war Hans Heinrich Schlubach.

### Berufliche Karriere
Nach seiner Promotion arbeitete er am Max-Planck-Institut für medizinische Forschung in Heidelberg. Er habilitierte sich 1956 mit der Schrift Untersuchungen über die Cannizzaro-Reaktion: Basische Thiole als Fermentmodelle der Glyoxalase I an der Ruprecht-Karls-Universität Heidelberg und wurde daraufhin an der Universität zum Privatdozenten ernannt. Im Jahr 1958 erhielt Franzen – parallel zu seiner Tätigkeit am Max-Planck-Institut – in Vertretung von Günther Otto Schenck einen Lehrauftrag für „Spezielle organische Chemie“ an der Mathematisch-Naturwissenschaftlichen Fakultät der Georg-August-Universität Göttingen. Aus Südamerika erreichte ihn 1962 ein Ruf an die argentinische Universidad Nacional del Sur in Bahía Blanca, wo man ihm die Stelle als Ordinarius für organische Chemie anbot, die er jedoch ablehnte. Im selben Jahr lud ihn außerdem die American Chemical Society zu einem längeren Aufenthalt in die Vereinigten Staaten ein. Dieser beinhaltete mehrere Vorträge an Universitäten sowie einen Plenarvortrag über Carbene bei der Hauptversammlung der Gesellschaft im März 1963. Er entfaltete eine rege Publikationstätigkeit und veröffentlichte neben einer Monographie über Reaktionsmechanismen knapp 100 Fachaufsätze. In Heidelberg arbeitete er unter anderem mit dem späteren Chemienobelpreisträger Georg Wittig zusammen.
Franzen verließ schließlich den Wissenschaftsbetrieb und wechselte in die freie Wirtschaft – zunächst zum Papierhersteller Feldmühle AG in Düsseldorf, bei dem er in den 1970er Jahren als Generalbevollmächtigter wirkte. Seine letzte berufliche Station war das im schweizerischen Visp ansässige Chemie- und Pharmaunternehmen Lonza AG. Dort stieg er bis zum Abteilungsleiter für Forschung und Entwicklung auf und ging 1989 in den Ruhestand.

## Publikationen (Auswahl)
- Volker Franzen: Reaktionsmechanismen. Erste Folge. Dr. Alfred Hüthig Verlag, Heidelberg, 1958.